# سانتياغو دي أفيلا
سانتياغو دي أفيلا (بالإسبانية: Santiago De Ávila)‏ هو لاعب كرة قدم أوروغواياني، ولد في 27 سبتمبر 1993 في كولونيا ديل ساكرامنتو في الأوروغواي. لعب مع Club Plaza Colonia de Deportes ‏.

## وصلات خارجية
- سانتياغو دي أفيلا على موقع قاعدة بيانات كرة القدم.إي يو (الإنجليزية)
- سانتياغو دي أفيلا على موقع Soccerway.com (الإنجليزية)
- سانتياغو دي أفيلا على موقع عالم كرة القدم.نت (الإنجليزية)